# Nubiens (Ouganda)
Pour les articles homonymes, voir Nubiens.
Les Nubiens ougandais, également connus sous le nom de Nubis ou Nubi, sont un peuple qui vit traditionnellement dans le nord de l'Ouganda. L'identité nubienne est  liée à des éléments ethniques, linguistiques, culturels et sociétaux, mais ceux-ci ne s'appliquent pas à tous les Nubiens ougandais.
En 2009, on estime qu'environ 15 000 Nubiens vivaient en Ouganda. L'un de leurs principaux centres de population est la ville de Bombo . Ils sont reconnus comme un groupe ethnique indigène par la Constitution de l'Ouganda .  Un peuple distinct de Nubiens avec une histoire connexe vit au Kenya.

## Identité nubienne
L'identité nubienne est intimement liée à la région ougandaise du Nil occidental, à l'islam et au service militaire.  Les Nubiens sont traditionnellement associés à la langue nubi ( kiNubi ), une variante de l'arabe commercial basée sur l' Arabe soudanais .  Les hommes nubiens ont traditionnellement pratiqué la cicatrisation rituelle, trois marques faciales parallèles considérées comme un symbole nubien.  Ce marqueur descend probablement des marques données à certains esclaves soudanais au XIXe siècle. 
Des experts comme Paul Nugent font valoir que les Nubiens ougandais sont difficiles à définir, car ils constituent "une catégorie extrêmement fluide".  Les Nubiens sont traditionnellement considérés par les Européens et de nombreux Ougandais comme les descendants des soldats esclaves pour la plupart musulmans d' Emin Pacha qui ont fui en Ouganda dans les années 1880 après avoir été vaincus par les forces mahdistes soudanaises .  Le nom Nubian ou Nubi provient de la région historique de Nubie au nord du Soudan.  Les premiers Nubiens ougandais sont originaires du Sud-Soudan et du Sud-Kordofan. Les Nubiens sont considérés comme des gens martiaux par les Britanniques et préférés comme recrues pour l'armée coloniale britannique, de nombreux Ougandais du Nord ont adopté une identité nubienne afin de rejoindre l'armée.  Cette tendance s'est poursuivie après l'indépendance de l'Ouganda, en particulier sous le règne du président Idi Amin Dada qui favorisait les Nubiens dans l' armée ougandaise . Amin  a déclaré « que les membres de différentes tribus pouvaient devenir Nubiens ».  Les migrants du Soudan voisin qui se sont enrôlés dans l'armée ougandaise ont adopté une identité nubienne bien que les Nubiens ougandais natifs de Bombo, Kitgum et Gulu les aient considérés comme des mercenaires étrangers.  Selon l'expert Mark Leopold, l'identité nubienne est avant 1979 une « ethnie alternative élective, stratégique et potentielle » pour les habitants de la région du Nil occidental . Même le conseiller britannique d'Amin, Bob Astles, a adopté les cicatrices nubiennes traditionnelles. 
De nombreux Nubiens amenés en Ouganda à des fins militaires se sont finstallés dans les villes et les cités. Ils exercent de petits boulots, devenaient ouvriers, domestiques, chauffeurs de taxi, gardiens de nuit, mécaniciens ou fournissaient d'autres services aux classes aisées et moyennes. En raison de leur statut économique subalterne et de leur identité religieuse musulmane, ils sont généralement méprisés dans les villes par les chrétiens bantous  et constituaient un bloc de pauvres urbains. Beaucoup ont été attirés par le service militaire et policier sous Amin car il offrait des opportunités d'avancement économique. 
Vu leur lien avec les soldats esclaves d'Emin Pacha, l'armée coloniale et le gouvernement d'Amin, les Nubiens sont associés à la violence par des Ougandais et des Européens.  Ainsi, les Nubiens sont devenus la cible de discrimination et de violence raciste suite après la chute du régime d'Amin pendant la guerre Ouganda-Tanzanie .   Certains, dépossédés, ont fui vers le  Kenya, le Soudan et le Zaïre puis sont rentrés d'exil après la prise du pouvoir par Yoweri Museveni en 1986. Des personnes d'ascendance nubienne s'identifient à différentes ethnies afin d'éviter la discrimination. 